# Франц Кламмер
Франц Кламмер  (нім. Franz Klammer, 3 грудня 1953) — австрійський гірськолижник, олімпійський чемпіон. Кламмер домінував у швидкісному спуску протягом чотирьох сезонів Кубка світу поспіль (1975–1978). Він був золотим призером зимових Олімпійських ігор 1976 року в Інсбруку, вигравши швидкісний спуск у Пачеркофелі з відривом у 0,33 секунди з часом 1:45,73. Він виграв 25 швидкісних спусків Кубка світу, у тому числі чотири на Ханенкаммі в Кітцбюелі. Йому також належить рекорд за кількістю перемог (чотири) на повній дистанції в Кіцбюелі.

## Біографія
Народився в родині фермера в Моосвальді, громада Фресах, Каринтія, і, як і багато хлопців з альпійських ферм, Кламмер кожного зимового дня їздив до школи на лижах. У його рідному селі не було підйомників, тому в дитинстві він піднімався на пасовище позаду свого будинку, щоб на лижах спускатися вниз. Кламмер почав брати участь у перегонах у відносно пізньому віці — 14 років, змагаючись взимку, працюючи на сімейній фермі влітку після того, як він кинув школу.  Йому довелося важко боротись, щоб потрапити до австрійської лижної збірної, де традиційно домінували землі Тіроль і Зальцбург. Він дебютував на чемпіонаті світу у віці 19 років у 1972 році у швидкісному спуску у Валь-Гардені: він фінішував дев’ятим під час тренувального заїзду до гонки, але через нерви зміг посісти лише 32-е місце в день гонки.  Він провів 13 сезонів у змаганнях Кубка світу, з грудня 1972 року по березень 1985 року .
Кламмер одружений з Євою з 1979 року: пара познайомилася в 1975 році, коли він був у Тунісі у фітнес-таборі з австрійською лижною командою. У них дві доньки: Софі та Стефані. 

## Кар'єра
Кламмер вперше продемонстрував ознаки перспектив у другій половині сезону Кубка світу 1973 року, фінішувавши другим у швидкісному спуску в Санкт-Антоні після Бернхарда Руссі зі Швейцарії, чинного олімпійського чемпіона та чемпіона Кубка світу зі швидкісного спуску. 19-річний Кламмер здобув третє місце в Санкт-Моріці та третє місце в гігантському слаломі на Мон-Сент-Анн (єдиний раз у своїй кар’єрі він фінішував на подіумі в гігантському слаломі Кубка світу).  У наступному сезоні він фінішував другим у заліку швидкісного спуску після Ролана Колломбіна зі Швейцарії. Перемігши Коломбіна та Руссі в Шладмінгу в грудні 1973 року за жахливих умов, був переможений Коломбіном  в Гарміші, Аворіазі та Венгені .
Кламмер виграв усі швидкісні спуски в сезоні 1975 року, за винятком Межева, де одна з його лиж зірвалась. Якби не цей випадок, він би виграв загальний титул Кубка світу в березні 1975 року завдяки гарному результату в слаломі за два дні до цього в Шамоні, що забезпечило б йому принаймні третє місце (15 очок) у гірськолижній комбінації: слаломі Шамоні / швидкісному спуску Межев. Під час олімпійських тестів у Пачеркофелі в Інсбруку в січні 1975 року Кламмер майже на півсекунди переміг діючого олімпійського чемпіона  Бернхарда Руссі зі Швейцарії, який посів друге місце.
Узявши участь у зимових Олімпійських іграх 1976 року, 22-річний Кламмер був фаворитом на золоту медаль у швидкісному спуску в Інсбруку в його рідній Австрії. Він був чинним чемпіоном Кубка світу зі швидкісного спуску та виграв три попередні спуски в січні у Венгені, Морзіні та Кітцбюелі, а також минулорічну гонку на тій самій трасі Пачеркофель. Стартуючи 15-м, Кламмер був останнім із перших сіяних і знав, що Руссі задав блискучий темп, випередивши більше, ніж на півсекунди інших суперників. Кламмер дуже серйозно ризикував на підступній трасі, їхав практично на межі і таким чином виграв 0,33 секунди на радість австрійським уболівальникам. Дванадцять років тому на тій самій дистанції в 1964 році Егон Циммерман показав 2:18.16 і виграв золоту медаль. Показник Кламмера 1:45.73 був більш ніж на тридцять дві секунди кращим.
Незважаючи на те, що він домінував у швидкісному спуску на змаганнях Кубка світу, титул в загальному заліку залишився недосяжним, оскільки технічні спортсмени мали дві дисципліни, щоб заробити очки (слалом і слалом-гігант), тоді як спортсмени зі швидкісного спуску мали лише одну. Друга швидкісна дисципліна, супер-гігантський слалом, була включена до програми Кубка світу лише у грудні 1982 року, наприкінці кар'єри Кламмера у Кубку світу.
Наприкінці сезону 1975 року, незважаючи на те, що він виграв 8 із 9 швидкісних спусків, він посів третє місце в загальному заліку Кубка світу. Завершальним змаганням став паралельний слалом, і Кламмер програв у першому раунді. Італієць Густав Тені переміг у фіналі шведа Інгемара Стенмарка і виграв свій четвертий загальний титул за п'ять років. Кламмер посів четверте місце в загальному заліку в 1976 році, третє в 1977 році і п'яте в 1978 році . 
Кламмер п'ять разів вигравав чемпіонат світу зі швидкісного спуску: 1975, 1976, 1977, 1978 і 1983 років – удвічі більше, ніж наступний найкращий спортсмен. У сезоні 1975 року він виграв 8 із 9 гонок Кубка світу зі швидкісного спуску, включаючи свою першу з трьох перемог поспіль (1975–77) на престижній трасі Штрайф на Ханенкаммі в Кіцбюелі.  У 1984 році він здобув свою четверту перемогу в Кіцбюелі, у віці 30 років.
Після своєї четвертої поспіль перемоги в швидкісному спуску в 1978 році у нього почався тривалий спад до кінця сезону 1981 року. Можливо, на це вплинула травма спини його 16-річного брата під час швидкісного спуску, а також зміна постачальника лиж (з Fischer на Kneissl).
Не спромігшись потрапити до австрійської збірної (з чотирьох учасників) на Олімпіаді 1980 року, Кламмер не мав змоги захистити свій олімпійський титул на зимових Олімпійських іграх 1980 року в Лейк-Плесіді. Замість того, щоб покинути спорт, він довго і наполегливо працював над поверненням. Нарешті в грудні 1981 року, після чергової зміни лиж з Kneissl на Blizzard, він переміг у Валь-д'Ізері . Наступного сезону він повернув собі титул чемпіона світу зі швидкісного спуску, який ставши п’ятикратним переможцем чемпіонат світу. Потім здобув четверту перемогу на Ханенкаммі в Кіцбюелі у 1984 році. На Олімпіаді 1984 року в Сараєво (колишня Югославія, зараз Боснія і Герцеговина), Кламмер фінішував лише десятим на не дуже складній трасі на Білашниці .
На піку свого успіху (1976–1977, Венген) Кламмер виграв поспіль десять швидкісних спусків, включаючи перемогу у дуже відповідальних Олімпійських іграх 1976 року. Він виграв 8 з 9 протягом сезону 1975 року, а також виграв у 19 з 23, 20 з 26 і 21 з 29 швидкісних спусків. У його кар'єрі – 26 перемог у швидкісному спуску: 25 на Кубку світу та 1 на Олімпіаді. Ці досягнення відзначають його як одного з найкращих гонщиків у швидкісному спуску: Карл Шранц здобув 20 перемог за довгу кар’єру, тоді як Кламмер виграв 19 менш ніж за три сезони.
В інтерв'ю австрійському телебаченню в 2006 році 52-річного Кламмера запитали про його найбільше досягнення. Він відповів, що хоча його золота медаль на Олімпійських іграх в Інсбруку загалом вважалася його найбільшим досягненням у кар’єрі, перемога в Кіцбюелі в 1984 році означала для нього щось дуже особливе, враховуючи, що він не перемагав там сім років.
Його остання гонка Кубка світу відбулася в березні 1985 року в Аспені, штат Колорадо . Він припинив участь у міжнародних змаганнях у віці 31 року. 
Кламмер завершив кар'єру з 26 перемогами на Кубку світу, 45 подіумами та 87 місцями в першій десятці (71 швидкісний спуск, 5 комбінованих змагань, 11 гігантських слаломів). 

## Автоспорт
Відразу після завершення гірськолижних змагань Кламмер зайнявся автоперегонами, керуючи седанами Mercedes-Benz по всій Європі та професійно брав участь у гонках аж до Австралії. У 1990 році Кламмер виграв раунд престижного European Touring Car Championship. 

## Спадщина
Кламмер був героєм для австрійських уболівальників лижних перегонів, а також уболівальників у всьому світі за свій величезний внесок у популяризацію гірськолижних перегонів. Має прізвиська «Кайзер» та «Кламмер Експрес».
У 2015 році в інтерв’ю Грему Беллу для Daily Telegraph Кламмер пояснював свій успіх тим, що став першим спортсменом, який виконував різаним увесь поворот від початку і до кінця, протиставляючи свій стиль лижникам попереднього покоління, таким як Карл Шранц і Жан-Клод Кіллі, які на початку повороту входили в занос і лише потому починали карвінг. 
В інтерв'ю з Томом Брокау, яке вийшло в ефір на NBC 13 лютого 2010 року під час репортажів про Зимові Олімпійські ігри 2010 року, американський  олімпієць  Боде Міллер назвав стиль і підхід Кламмера до лижних перегонів своїм основним джерелом натхнення.
Переймаючись своїм молодшим братом Клаусом, який був від талії паралізованим коли розбився під час швидкісного спуску в 16 років,  Кламмер заснував Фонд Франца Кламмера який допомагає спортсменам із серйозними травмами. 

## Виступи на Олімпіадах
| Олімпіада    | Дисципліна         | Місце  |
| ------------ | ------------------ | ------ |
| Інсбрук 1976 | швидкісний спуск   | 1      |
| Інсбрук 1976 | гігантський слалом | участь |
| Сараєво 1984 | швидкісний спуск   | 10     |